# Vocal quasianterior
Una vocal quasianterior (també anomenada  vocal anterior-central o vocal anterior centralitzada és un tipus de so de vocal que s'usa en algunes llengües parlades. La característica definitòria d'una vocal quasianterior és que la llengua es posiciona de forma semblant a una vocal anterior, per amb la llengua lleugerament més enrere a la boca. Les vocals quasianteriors que tenen símbols dedicats a l'Alfabet Fonètic Internacional (AFI) són:
- Vocal quasitancada quasianterior no arrodonida [ɪ]
- Vocal quasitancada quasianteior arrodonida [ʏ]

També hi ha vocals semiobertes que no tenen símbols dedicats a l'AFI:
- Vocal quasianterior no arrodonida [ï], [i̠], [ɪ̝] o [ɨ̟]
- Vocal tancada quasianterior arrodonida [ÿ], [y̠], [ʏ̝] o [ʉ̟]
- Vocal semitancada quasianterior no arrodonida [ë], [e̠], [ɪ̞] o [ɘ̟]
- Vocal semitancada quasianterior arrodonida [ø̈], [ø̠], [ʏ̞] o [ɵ̟]
- Vocal mitjana quasianterior no arrodonida [e̽], [ɛ̽], [ë̞] o [ɛ̝̈]
- Vocal mitjana quasianterior arrodonida [ø̽], [œ̽], [ø̞̈] o [œ̝̈]
- Vocal semioberta quasianterior no arrodonida [ɛ̈], [ɛ̠], [æ̝̈] o [ɜ̟]
- Vocal semioberta quasianterior arrodonida [œ̈], [œ̠] o [ɞ̟]
- Vocal semioberta quasianterior no arrodonida [æ̈], [æ̠] o [ɛ̞̈]
- Vocal quasioberta quasianterior arrodonida [ɶ̽], [œ̞̈] o [ɶ̝̈]
- Vocal oberta quasianterior no arrodonida [æ̞̈]
- Vocal oberta quasianterior arrodonida [ɶ̈] o [ɶ̠]